# Cephalothrips monilicornis
Cephalothrips monilicornis är en insektsart som först beskrevs av Reuter 1880.  Cephalothrips monilicornis ingår i släktet Cephalothrips och familjen rörtripsar. Arten är reproducerande i Sverige. Inga underarter finns listade i Catalogue of Life.